# Ифидамант
Ифидамант (грч. Ἰφιδάμας) је у грчкој митологији било име више личности.

## Митологија
- Бусиридов син кога је убио Херакле, јер је учествовао у суровим ритуалима свог оца.[1] Аполодор га је називао Амфидамант.[2]
- Био је један од синова тројанског мудраца Антенора и највероватније његове супруге Теано.[3] У Хомеровој „Илијади“, њега и његовог брата Конта је убио Агамемнон у тројанском рату.[2]
- Још један учесник тројанског рата, према другим ауторима, који је био један од јунака сакривених у тројанском коњу.[4]
- Један од Пенелопиних просилаца из Дулихијума.[5]
- Алејев син, који је чешће називан Амфидамант.[2]